# Ibalonianus
Ibalonianus is een geslacht van hooiwagens uit de familie Podoctidae.
De wetenschappelijke naam Ibalonianus is voor het eerst geldig gepubliceerd door Roewer in 1923. 

## Soorten
Ibalonianus omvat de volgende 4 soorten:
- Ibalonianus impudens
- Ibalonianus kueckenthali
- Ibalonianus prasinus
- Ibalonianus waigeuensis (spelfout als "waigenensis")

Andere combinaties:
Voor Ibalonianus quadriguttatus zie Ibalonius quadriguttatus. Voor "Ibalonianus rainbowi" (schijnbaar een niet -gepubliceerde recombinatie van Ibalonius rainbowi Forster 1949) zie Ibalonius dubius. Voor Ibalonianus venator (onnodige vervangingsnaam) zie Ibalonianus impudens.